# Liubo

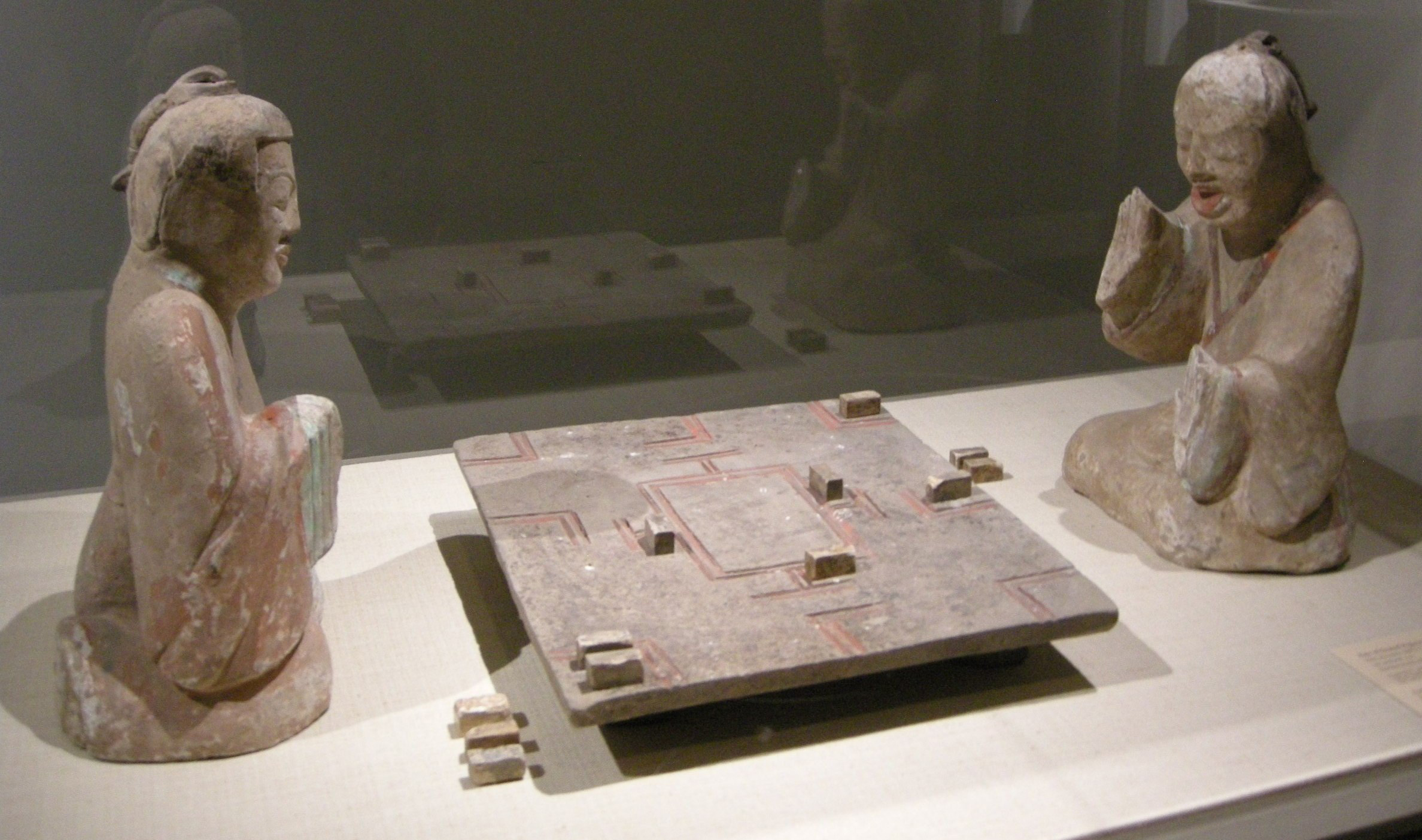
Tauler del joc i jugadors de liubo de ceràmica procedents d'una tomba de la dinastia Han Oriental (25–220 aC.)

Liubo (en xinès: 六博; en pinyin: liù bó; literalment 'sis pals') és un antic joc de taula xinès per a dos jugadors. Es creu que cada jugador tenia sis peces de joc que es movien al voltant dels punts del tauler distintiu de forma quadrada. Els moviments eren determinats pel llançament de sis pals que realitzaban la mateixa funció que els daus en altres jocs de taula.
El joc va ser inventat a mitjan primer mil·lenni abans de Crist, fent-se molt popular durant la dinastia Han (202 aC -220 dC). Tanmateix després de la dinastia Han va davallar ràpid la seva popularitat, possiblement a causa de l'augment de la popularitat del joc del go, i amb el temps va arribar a ser gairebé completament oblidat. El coneixement del joc ha augmentat en els últims anys amb les descobertes arqueològiques dels taulers i l'equip de joc Liubo i en tombes antigues de la dinastia Han on s'han trobat pedres i maons amb imatges representant els jugadors de Liubo.

## Història

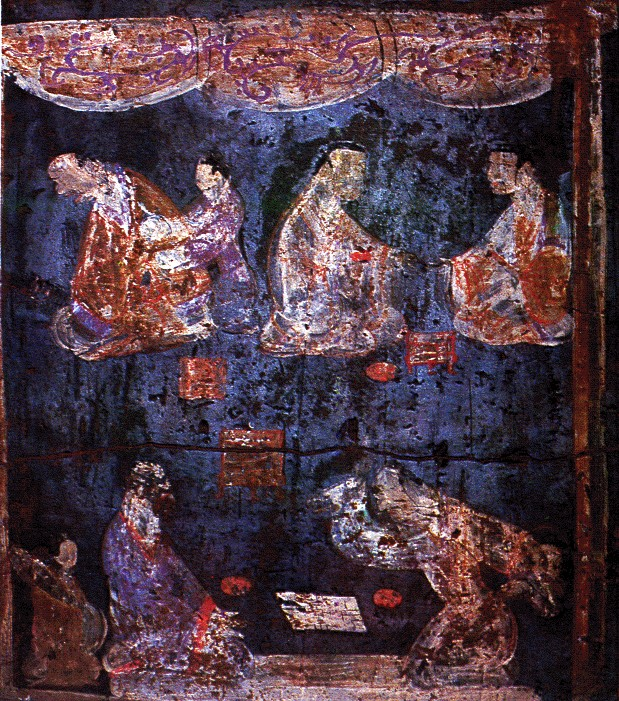
Mural d'una tomba de la dinastia Han Oriental a Luoyang, província d'Henan. Mostra un parell de jugadors liubo en primer pla, el jugador a la dreta amb la mà aixecada com si anés a llençar els sis pals del joc.

No se sap quan el joc de Liubo es va originar, encara que segons la llegenda va ser inventat per Wu Cao (烏曹 anomenat Wu Zhou烏胄 por el diccionari Shuowen Jiezi), un ministre de rei Jie, l'últim rei de la dinastia Xia, que segons la cronologia tradicional va regnar des de 1728 fins 1675 abans de Crist. Encara que no hi ha evidència documental o arqueològica fiable per donar suport a aquesta opinió que el liubo es remunta a la dinastia Shang (1600-1046 aC), els primers registres xinesos indiquen que el liubo ja era un joc popular pel període dels Estats Combatents (476 - 221 aC). Per exemple, les Memòries històriques de Sima Qian, registra un discurs pronunciat durant el regnat del rei Xuan de Qi (que va regnar 319-301 aC), que afirma que la capital de Linzi era tan rica que els seus ciutadans eren capaços de gaudir d'activitats com ara tocar instruments musicals, fer bregues de galls, curses de gossos, jugar al liubo i jugar al cuju.
Els primers taulers liubo que van ser descoberts són un parell realitzats en pedra profusament decorats trobats a una tomba del segle IV abans de Crist al complex de la tomba reial de l'estat de Zhongshan a Pingshan a la província de Hebei.
El joc va assolir la seva major popularitat durant la dinastia Han, com ho demostra la descoberta de molts taulers liubo o conjunts de peces del mateix joc com a aixovar de les tombes d'alt estatus. Imatges dels jugadors fetes en ceràmica o fusta amb el joc liubo també s'han descobert en algunes tombes Han. Figures gravades en pedra (畫像石) en argila modelades (畫像磚) que van ser àmpliament utilitzades per decorar les tombes, i els temples durant el període Han Oriental (25-220 dC) també representen amb freqüència la gent que juga liubo, de vegades com una petita part d'una escena complexa que representa moltes activitats diferents, però de vegades com el punt focal de l'escena.
Després del final de la dinastia Han el joc sembla haver perdut la seva popularitat, i no existeixen exemples coneguts de ceràmica funerària o representacions del joc liubo més tard de la dinastia Jin (265-420). Encara que el joc de vegades, va continuar fent-se referències a ell en algunes fonts històriques i en la poesia durant la dinastia Tang (618-907), sembla que va ser desplaçat sobre manera pel joc del go. A l'època de la dinastia Yuan (1271-1368) tot el coneixement del joc del liubo s'havia perdut, i només és amb les descobertes arqueològics dels últims anys que el joc ha tornat a ser més conegut.
Existeix alguna evidència que el joc del liubo es va estendre fins i tot més enllà dels confins de la Xina. El Llibre de Tang esmenta que els tibetans van gaudir jugant tant el joc de Go com el del liubo, però encara que s'han descobert antics taulers tibetans del Go, no es coneixen exemples de taulers tibetans del liubo.

## Elements del joc
Els taulers i la resta d'equip per al joc liubo es troben sovint com a objectes funeraris de les tombes de la dinastia Han. Diversos tipus i mides de taulers s'han descobert, a partir també d'una varietat de materials, incloent fusta, fusta lacada, ceràmica, pedra i bronze. Alguns de ells són simples lloses quadrades de pedra o de fusta, d'altres es recolzen en unes potes petites a les quatre cantonades, i alguns estan construïts com a taules amb potes llargues. A moltes tombes solament el tauler del liubo ha sobreviscut -sobretot si són de pedra o bronze-, i es pot suposar que les peces de joc associades s'han perdut, mentre que en altres casos les peces del joc -que sovint estan fetes d'ivori- han sobreviscut, però el tauler liubo -que acostuma a estar fet de fusta o lacat- està en mal estat. Independentment de la seva mida o forma, la característica comuna de tots els taulers és el patró distintiu que està gravat o pintat a la seva superfície: 
Tots els taulers tenen les marques angulars en forma de V en les cantonades i marques en forma de L en el centre dels quatre caires, així com la plaça central i sortints en forma de T, i la majoria dels taulers també tenen quatre marques -en general circulars, però de vegades decorades- entre la marca angular i la cantonada de la plaça central. Tanmateix, en alguns taulers hi ha una marca circular que se substitueix per una línia recta que uneix la marca de cantonada de la plaça central, i en alguns casos no hi ha cap marca entre la cantonada i la plaça central.

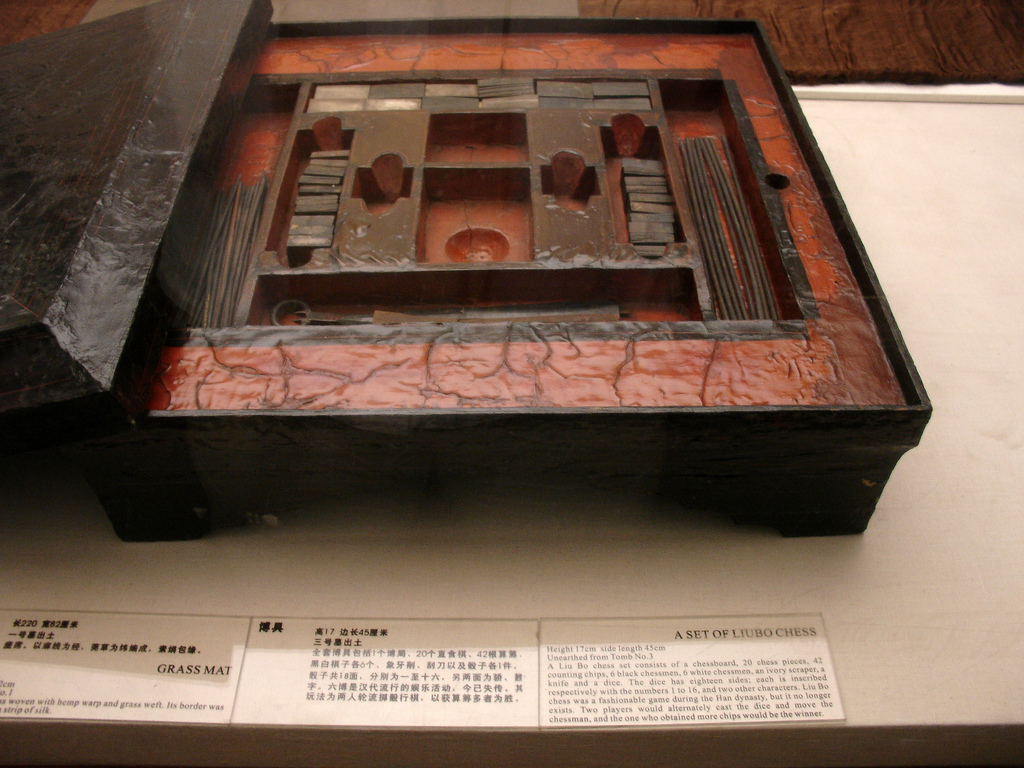
Un tauler lacat del joc liubo, conjunt excavat de la tumba Nº 3 de Mawangdui, a Changsha, la Xina, datat del II segle aC durant la dinastia Han d'Occident.

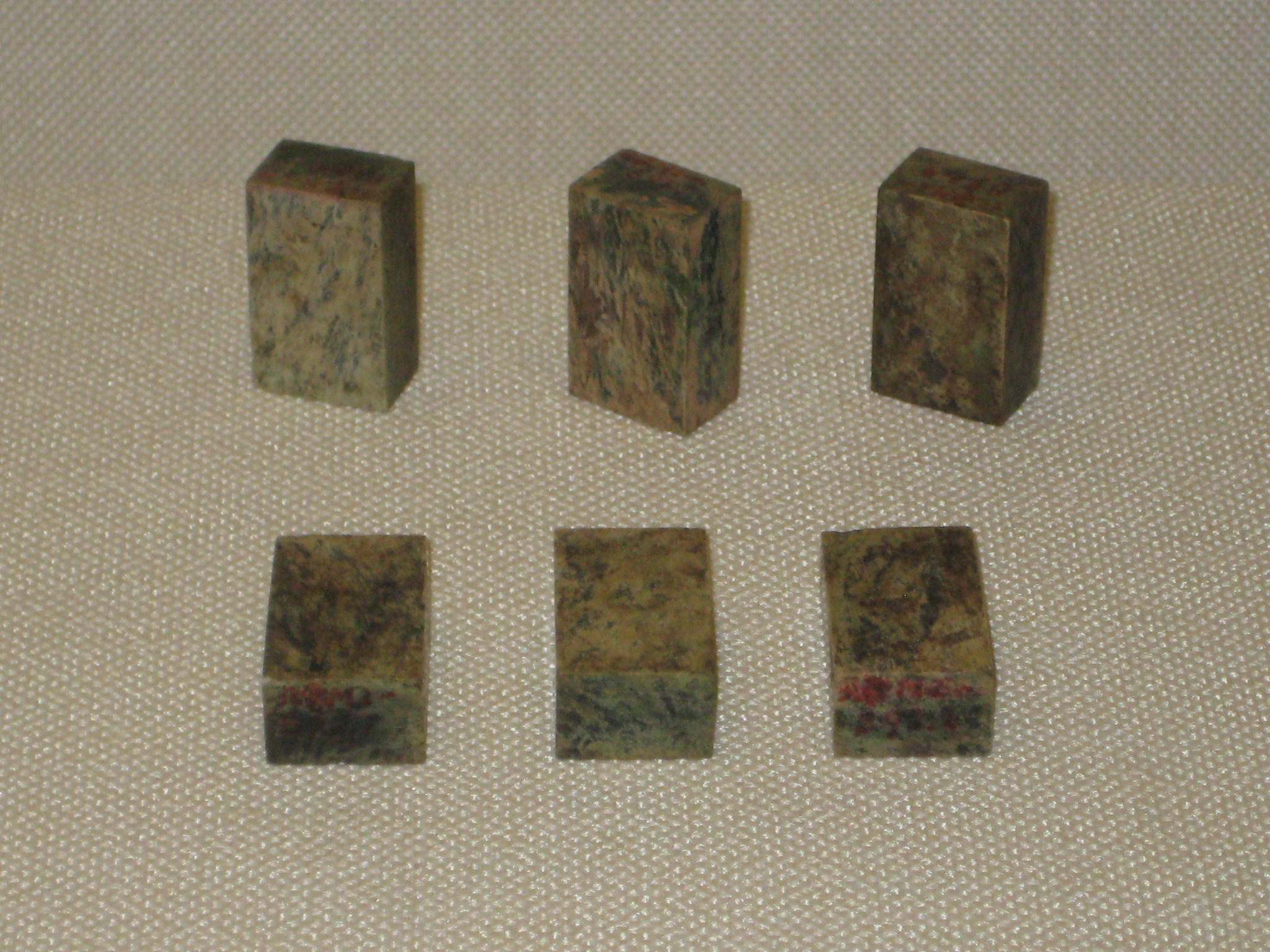
Sis peces de jadeïta del joc liubo de la tomba del rei Zhao Mo de Nanyue (regnat 137 aC - 122 aC)

L'any 1973 va ser descobert, un únic joc complet amb tots els seus elements del joc en una caixa de laca, en una tomba del segle ii aC a Mawangdui -es creu que la del fill del Marquès de Dai-. Aquest conjunt liubo comprèn els següents elements -la descripció xinesa dels béns a l'inventari de mercaderies que es va trobar en la tomba es donen entre parèntesis-:
- 1 caixa del joc lacada de fusta (45,0 × 45,0 × 17,0 cm.) [博 一 具]
- 1 tauler de joc de fusta lacada (45,0 × 45,0 × 1,2 cm.) [博 局 一]
- 12 peces de joc d'ivori en forma de paral·lelepípede (4,2 × 2,2 × 2,3 cm.), Sis negres i sis blanques [象 其 十二]
- 20 peces de joc ivori (2,9 × 1,7 × 1,0 cm.) [象 直 食 其 廿]
- 30 fitxes de recompte d'ivori en forma de barra (16,4 cm de longitud) [象 筭 三十 枚]
- 12 barnilles de llançament d'ivori (22,7 cm. De longitud) [象 □□□□ (quatre últims caràcters esborrats)]
- 1 ganivet d'ivori (22,0 cm de longitud) [象 割 刀 一]
- 1 gratador d'ivori (17,2 cm de longitud) [象 削 一]
- 1 peça de divuit cares amb els nombres "1" a "16" i els caràcters que signifiquen "guanyar" i "perdre" [que no figuren a l'inventari]

Les principals peces del joc per ésser mogudes pel tauler són dotze: sis negres i sis blanques, i conjunts similars d'aquestes peces peces del joc en forma cúbica o en forma de paral·lelepípede i fetes d'ivori, jadeïta o cristall de roca s'han trobat en diverses altres tombes. Almenys en un cas, les peces del joc no es distingeixen pel color, sinó per tenir un gravat d'un tigre en les peces d'un jugador i un gravat d'un dragó en les peces de l'altre jugador.
Les dotze varnilles llargues són dos conjunts de sis pals que llancen els jugadors i serveixen per determinar els seus moviments, és també d'on procedeix el nom del joc liubo = «sis pals». La majoria de les imatges de liubo mostren els jugadors llançant els pals sobre una catifa col·locada entre tots dos, i com mostra el model de ceràmica que es va excavar el 1972 a Lingbao a la província d'Henan on es veuen alineats sis pals ordenadament entre els dos jugadors.
També s'han trobat conjunts de trenta fitxes de recompte en forma de barretes en associació amb conjunts liubo d'altres tombes.
Tanmateix, les vint peces del joc d'ivori i la de divuit cares, trobades al conjunt de Mawangdui no són típicament associades amb les peces de liubo en altres tombes, i és possible que no s'utilitzessin per jugar al liubo, podrien ser l'equip per a un joc diferent. Una peça de divuit cares similar amb els nombres "1" al "16", i les inscripcions de «guanyar» i «prendre una copa» va ser trobada en associació amb dos jocs de vint fitxes de coure, fitxes en forma de moneda -un joc inscrit "Número 1" a "Número 20", i l'altre conjunt inscrit amb línies de tres caràcters de poesia- en una tomba de la dinastia Han a Districte de Mancheng, província d'Hebei. No n'hi havia cap tauler de liubo entre les peces del joc que van ser trobades a la tomba, i a causa de la inscripció «prendre una copa» (酒來) en una cara, se suposa que la peça i el conjunt de fitxes s'havien utilitzat per a un joc de beure.

## Regles

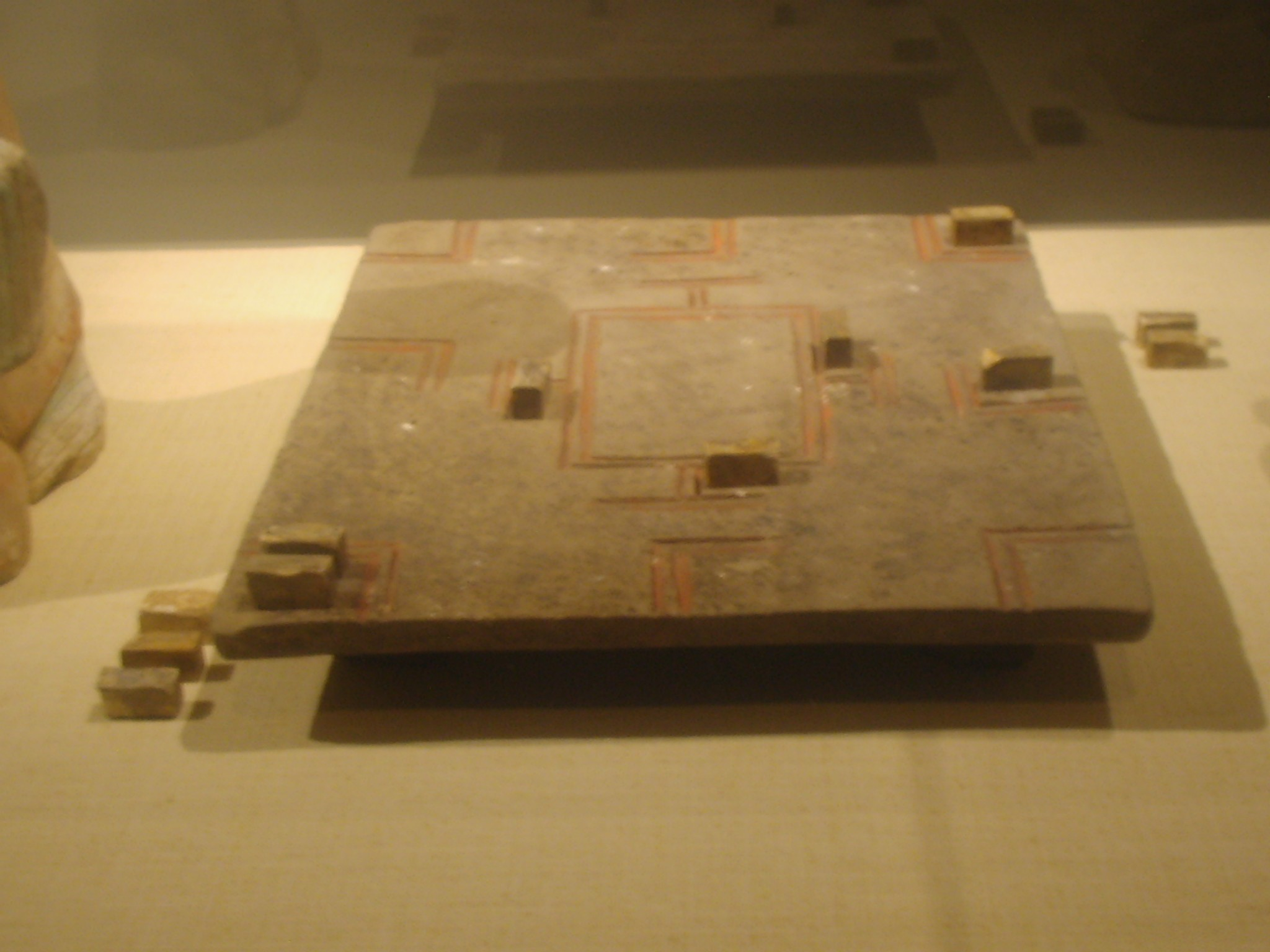
Una vista de primer pla del joc de taula amb peces del conjunt d'un model de la *tomba d'Han Oriental.

Les regles exactes del joc de liubo no són conegudes, i algunes de les descripcions que sobreviuen del joc són contradictòries, el que suggereix que el joc pot haver estat interpretat d'acord amb regles diferents en moments i llocs variats. La descripció més completa de les normes de liubo es produeix en una cita del perdut Llibre Antic Bo (古博經) en un comentari fet per Zhang Zhan (張湛) en el Llibre de Liezi que va ser escrit durant la dinastia Jin (265- 420): 
| « | Mode de joc: Dues persones seuen un enfront de l'altre amb un tauler entremig que es divideix en dotze camins, amb dos extrems, i una zona coneguda com l'«aigua» al centre. S'utilitzen dotze peces del joc, que d'acord amb les regles antigues són sis en blanc i d'altres sis en negre. També hi ha dues peces «de peixos», que es col·loquen a l'aigua. El llançament dels daus es realitza amb un jade. Els dos jugadors alternen torns per llançar els daus i moure les seves peces. Quan una peça s'ha traslladat a un lloc determinat es posa de peu a l'extrem, i s'anomena «mussol (梟 o 驍)». Tot seguit es pot entrar a l'aigua i menjar-se un peix, que també es diu «tirant d'un peix». Cada vegada que un jugador treu un peix obté dues fitxes, i si ell tira de dos peixos en una fila, rep tres fitxes pel segon peix. Si un jugador ja ha tret dos peixos, però no guanya se l'anomena doble tira d'un parell de peixos. Quan un jugador guanya sis fitxes es guanya el joc. | » |

En una altra font més tardana, a Les Instruccions de la família del Mestre Yan per Yan Zhitui (531-591) afirma que hi havia dues variants del joc del liubo, «Gran Bo» (大博), que es jugava amb sis pals de llançament, i «Petit Bo» (小博) que es jugava amb dos daus:
| « | L'antic Gran Bo utilitza sis pals, mentre que el Petit Bo utilitza dos daus. Avui dia no n'hi ha ningú que sàpiga com jugar, però en aquells dies en què s'interpretava que utilitzaven un dau i dotze peces del joc. Tenia molt poca habilitat, i no valia la pena de jugar. | » |

Hi ha hagut diversos intents de reconstruir les regles del joc, sobretot per Yang Lien-sheng, que discuteix el joc, ja que possiblement es juga en miralls TLV.La teoria de Yang és que la peça d'un jugador comencés en una marca en forma de L i tractés de moure a una marca de cantonada en forma de V d'acord amb la tirada dels pals. Unes certes tirades permetrien a la peça d'un jugador que se mogués cap al centre i «matar» la peça de l'adversari si ja estava allà. Una vegada en el centre, una peça podria començar a bloquejar les peces de l'enemic en arribar a un quadrat. Per a cada bloc es podria obtenir dos punts. També es podria intentar recuperar les peces d'un després que es bloquegen, i guanyaria tres punts per aconseguir això. Si un no aconseguís guanyar després d'haver bloquejat dues vegades, aleshores l'oponent guanyaria sis punts i guanyaria el joc. Per tant, el primer jugador que obtingués sis punts seria el guanyador del joc. Jean-Louis Cazaux ha reconstruït regles similars per a jugar el liubo. L'aplicació d'aquestes regles reconstruïdes com un joc d'ordinador també s'ha intentat.

## Variants i relacions amb altres jocs
Una variant de liubo en què es van utilitzar els daus per fer els moviments va ser anomenat Chupu (樗蒲) o Wumu (五木). A Corea el tradicional joc de jeopo 저포 (hanja: 樗蒲) encara es juga en un tauler que no és similar al del liubo.
Hi ha hagut intents de relacionar al liubo amb altres jocs de taula, i, en particular, alguns estudiosos xinesos creuen que el xiangqi (escacs xinesos) es va basar en el liubo.Alguns historiadors creuen que el joc xinès xiangqi no està relacionat amb els escacs occidentals, però es basa en el liubo, mentre que d'altres han suggerit que el liubo es va transmetre des de la Xina a l'Índia durant el dinastia Jin (265-420), on es va convertir en el xaturanga, que va ser l'avantpassat dels escacs xinesos i occidentals. Encara que molts historiadors del joc occidentals rebutgen l'afirmació que el xiangqi o d'altres variants d'escacs es deriven de liubo, Jean-Louis Cazaux sosté que podria haver passat de ser un joc de persecució a un joc de batalla, i podria aleshores haver-se'n convertit en els escacs xinesos.

## Dissenys liubo sobre altres objectes

### Miralls TLV

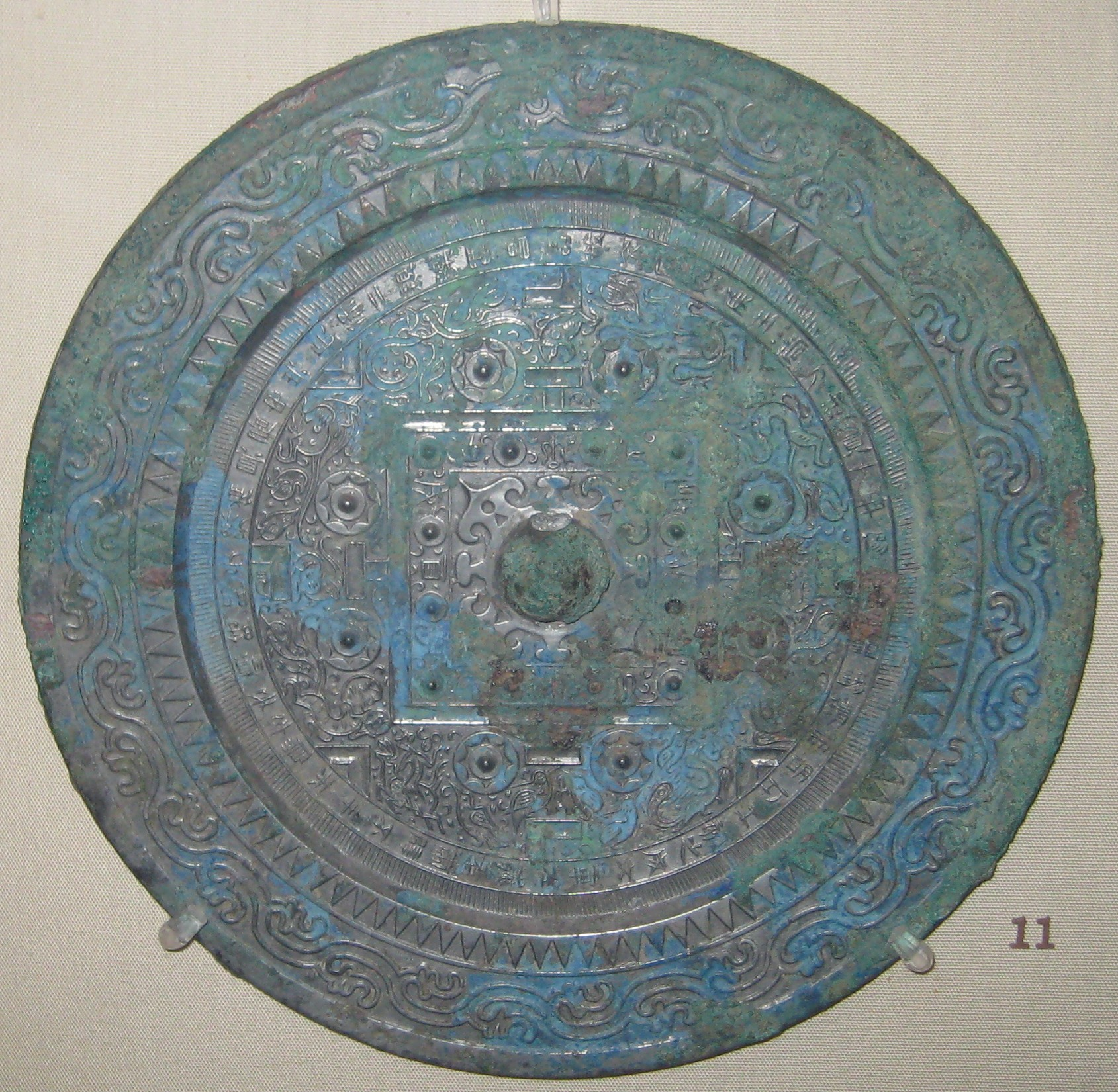
Mirall TLV de bronze de la dinastia Han amb el disseny de liubo

El disseny que es troba a la superfície del tauler del liubo també es troba en el tipus més comú de mirall de bronze de la dinastia Han, conegut a partir de les seves marques distintives com a mirall TLV. Existeix un cert debat sobre si el disseny liubo en aquests miralls era simplement decoratiu, o si tenia un significat ritual, o si potser els miralls eren duplicats com a taulers de joc portàtils liubo. Zhou Zheng [ha assenyalat que un mirall TLV que data del regnat de Wang Mang (9-23) té una inscripció que inclou les paraules «gravat amb un disseny de tauler de liubo per dissipar la desgràcia» (刻具博局去[祛:cierra_c_s不羊[祥]), el que suggereix que el principal propòsit de la regla liubo als miralls era ritual, i que el disseny tenia un significat especial més enllà del paper de joc.

### Monedes
El disseny de vegades també es troba al revers de les monedes Wu Zhu. Les mencionades monedes no es van utilitzar com a moneda econòmica, però probablement eren amulets de la sort.

### Rellotges de sol

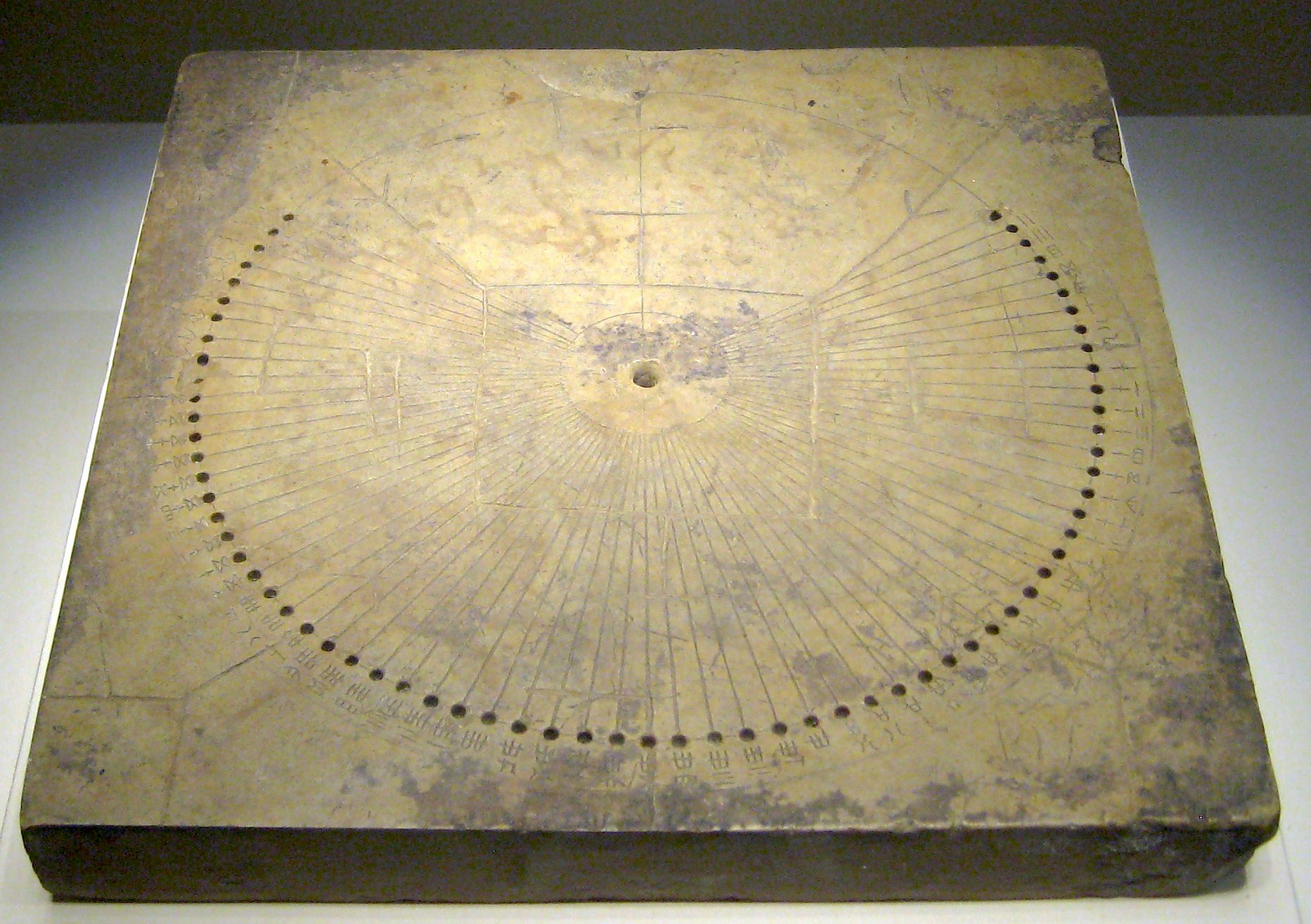
Un rellotge de sol de pedra de la dinastia Han amb un disseny del tauler del liubo.

El 1897 un rellotge de sol de pedra de la dinastia Han va ser descobert a Mongòlia que havia estat realitzat amb un disseny del tauler del liubo. Un altre rellotge de sol de la dinastia Han, únic a la col·lecció del Museu Reial d'Ontari, també té un disseny liubo gravat en ell. Pot ser que els rellotges de sol fossin tornats a utilitzar com a taulers liubo gravant el disseny sobre els senyals de rellotge de sol originals, o pot ser que es van afegir les marques liubo per a algun propòsit ritual desconegut ritual.

### Taulers d'endevinació
Al 1993, una tauler de fusta amb els diagrames d'una tortuga i els pronòstics d'endevinació a un costat i un diagrama liubo i quaranta-cinc pronòstics sobre cinc temes a l'altre costat va ser descobert en una tomba Han Occidental a Yinwan, Jiangsu. El diagrama liubo és massa petit per haver estat utilitzat per a la reproducció que es cobreix amb els seixanta termes del cicle sexagesimal —cicle de seixanta termes utilitzats per calcular el temps— que estan escrites al llarg de les línies del diagrama Liubo, d'una manera similar al diagrama de la tortuga a l'altre costat del tauler que està ple dels seixanta termes. Els pronòstics en el marc del diagrama de liubo es dirigeixen a un dels nou termes que corresponen a les paraules d'una rima enigmàtica, mnemotècnia sobre el liubo escrit per Xu Bochang (許博昌) durant el regnat de l'Emperador Wu de Han (141-87 aC); Lillian Tseng (Zeng Lanying) argumenta que aquests són els noms de determinats punts de la taula (les dues línies de la marca "V", les dues línies de la marca "L", les dues línies de la marca "T", el cercle o línia entre la cantonada i la plaça central, la vora exterior i l'interior del quadrat central).

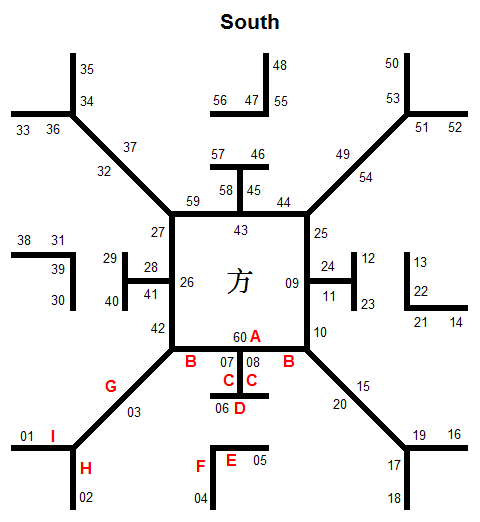
Diagrama esquemàtic d'endevinaciío de la dinastia Han Yinwan, que mostra les posicions dels seixanta termes del cicle sexagenari -seguint les correccions de Zeng Lanying- i exemples de les nou posicions en el tauler: A =ullal 方"quadrat"; B = lian廉(pàn畔) "caire"; C = jié楬(JIE揭) "alçat"; D = dào道"camí"; E = zhāng張"estirar"; F = Qu曲(jiǔ究) "girar"; G = Qu詘(Qu屈) "revolt"; H = cháng長(Xuán玄) "llarg"; I = Gao高"vertical" -termes que s'utilitzen a la rima de Xu Bochang que apareix entre parèntesis si és diferent-.

L'historiador Li Xueqin ha suggerit que la taula es va utilitzar per a l'endevinació, fent coincidir el dia per ser endevinat amb el terme sexagenari corresponent al diagrama liubo, i després de llegir el pronòstic d'acord amb la posició del terme sexagenari al diagrama liubo. Tanmateix, Lillian Tseng assenyala que l'endevinació també podria fer-se al revés, buscant el pronòstic desitjat -per exemple, un dia del casament apropiat-, i després tots els dies al tauler liubo que estiguessin escrits en la posició que es correspon amb el terme en direcció al pronòstic desitjat.
S'ha teoritzat que la col·locació dels seixanta termes sexagenaris als punts del diagrama de l'endevinació liubo indiquen les posicions possibles per a la col·locació de les peces quan es juga al liubo, i que la seqüència dels termes de tot el diagrama d'endevinació reflecteix la trajectòria a recórrer al voltant del tauler en jugar el joc -començant a la cantonada nord-est i acabant al costat nord del quadrat central-.

## Jugadors famosos

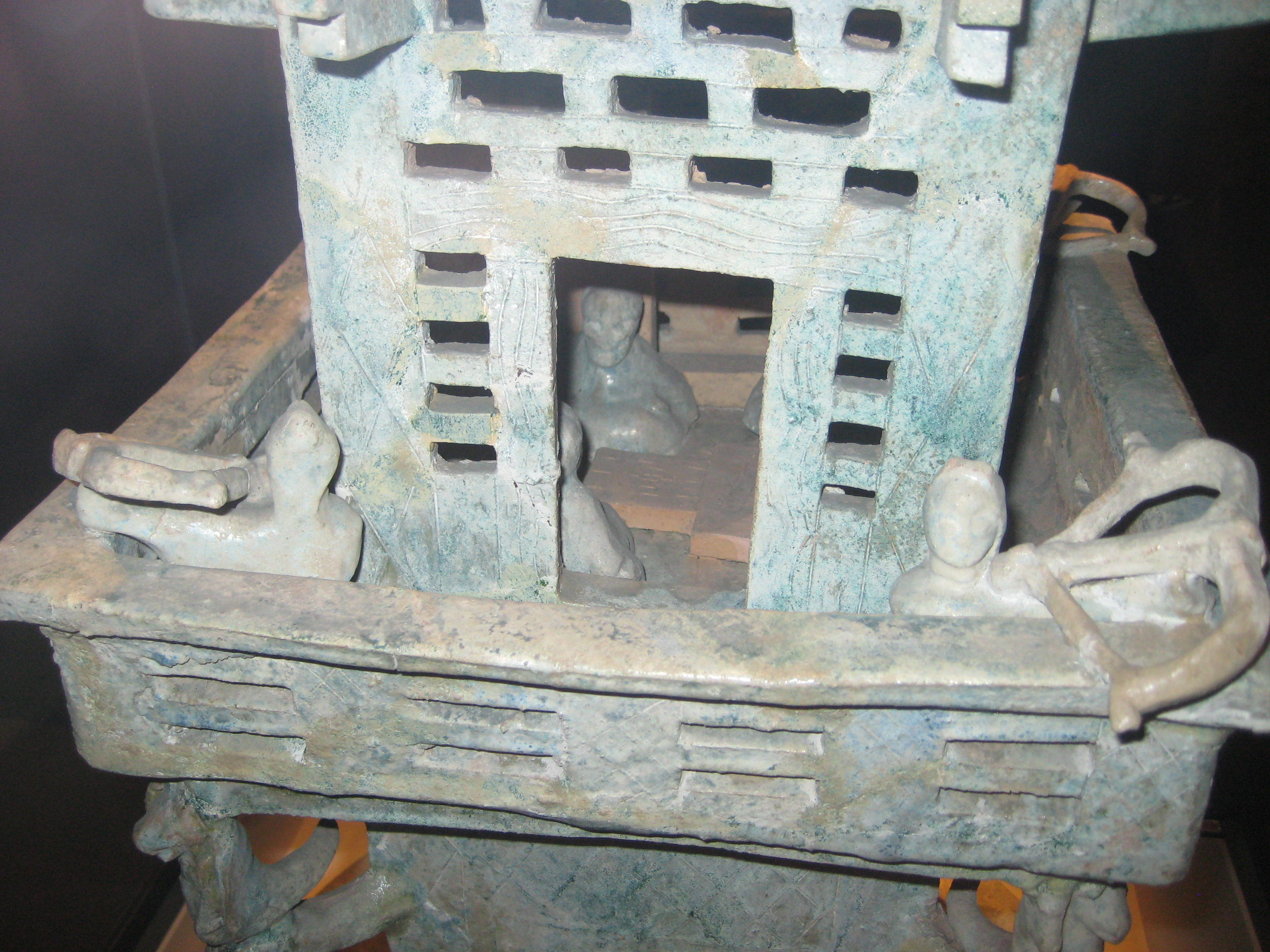
Torre de ceràmica amb jugdors de liubo dintre. dinastia Han Oriental.

La següent és una llista de personatges famosos que han estat documentats en haver jugat liubo: 
- Rei Mu de Zhou (va regnar 977-922 aC), que segons els apòcrifs Viatges de rei Mu, una vegada va jugar un joc de liubo amb un ermità que va durar tres dies.[32]
- Duc Min de Song (宋湣公), qui l'any 682 aC es va posar a discutir amb Nangong Wan南宮萬mentre jugava al liubo amb ell, i va ser matat per Nangong Wan quan va colpejar el duc amb el tauler del liubo.[33]
- Rei d'Anxi de Wei 魏安釐王(va regnar 277-243 aC) i el seu germanastre el senyor Xinling de Wei 信陵君(mort el 243 aC). Una vegada, quan els dos estaven jugant liubo va arribar un missatge que els fars a la frontera nord s'havien encès; El rei Anxi volia aturar el joc i discutir la situació amb els seus ministres, però el seu germà li va dir que no es preocupés, ja que era només el rei de Zhao en un viatge de caça, i pel que va continuar jugant. El rei estava preocupat i no podia concentrar-se en el joc, però després que el joc hagués acabat van arribar notícies que es tractava del rei de Zhao de caça.[34]
- Jing Ke (mort el 227 aC), l'assassí frustrat de Qin Shi Huangdi, una vegada que va tenir una discussió amb Lu Goujian (魯句踐) sobre un joc de liubo, va haver de fugir per salvarse.[35]
- Emperador Jing de Han (va regnar 156-141 aC), qui quan va ser príncep de la corona es va enfadar durant un joc de liubo amb el príncep de Wu, i va llançar el tauler al príncep, causant-li la mort (cf. Rebel·lió dels set estats).[36]
- Liang Ji (mort el 159), que segons la seva biografia era afeccionat a jugar al liubo.
- Li Guangyan (761-826), un uigur general que es va presentar amb una noia que va ser entrenada en l'art de "cant, la dansa, la música i el liubo".[37]
- Liu Min (895-954), un uigur Shatuo i fundador del regne Han del Nord, li agradava jugar al liubo i d'altres jocs quan era jove.[38]

A les Analectes de Confuci, l'autor no estava d'acord amb el liubo, de mal grat admet que jugar al liubo i al Go és millor que estar en repòs, i d'acord amb la Kongzi Jiayu (Refranys de la família de Confuci) va declarar que no jugaria el joc, ja que promou els mals hàbits.